# 인큐버스

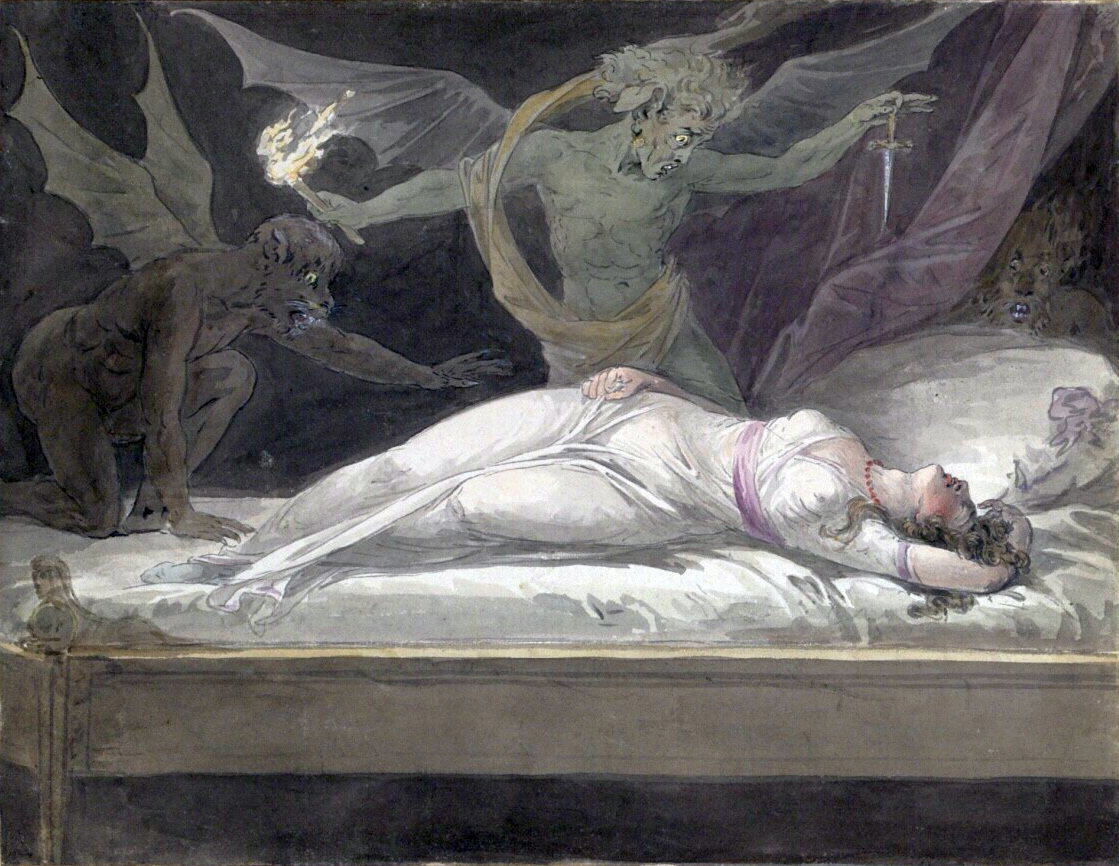
인큐버스, 1870년 그림.

인큐버스(라틴어: incubus)는 여러 신화와 전설상에 등장하는 악마로서 잠들어있는 사람, 특히 여성과 성교 행위를 하는 남자의 모습을 한 몽마(夢魔)를 지칭하는 말이다. 여성의 모습을 한 몽마는 서큐버스라고 부른다. 멀린의 전설이란 예와 같이 인큐버스는 인간 여성과 성관계를 맺어 자식을 가질 수도 있다. 종교적 전통에서는 인큐버스 또는 서큐버스와 지속적으로 관계를 맺는 것은 건강 악화를 초래할 수 있고 심지어는 죽음에 이를 수 있다고 경고한다.
중세 전설에서는 악마가 남자든 여자든 가릴 것 없이 인간을 성적인 먹잇감으로 삼는데, 대체로 희생자가 잠자는 밤에 사냥이 이루어지는 것으로 묘사된다.

## 기원
몽마에 의해 피해를 당했다는 사람들은 대개 사건 당시 몽유 증세나 가위눌림을 경험하는 경우가 많았다. 잠을 자던 중에 성적으로 흥분하거나 몽정을 하는 것은, 달리 말하자면 성적인 면에서 죄를 짓도록 만드는 행위는 바로 몽마에 의한 것으로 치부되었다. 또한 실제 성폭행에 의한 피해 역시 몽마에 의한 것으로 무마되는 경우도 있었다. 즉 잠자는 여성들만 노려 강간하는 경우가 그것인데, 이 경우 악마의 탓으로 돌려지는 경우가 많았다. 이 경우 가해자는 친구나 친척 관계인 경우가 많았으며, 진실이 밝혀지는 경우는 거의 없었다. 희생자들과 재판관들은 성범죄의 가해자가 가깝게 지내던 믿을만한 사람으로 여기기보다는 차라리 악마라고 여기는 것이 더 생각하기 쉬웠을지도 모른다.

## 고대와 중세 시대의 묘사
인큐버스가 최초로 등장한 것은 서기 2400년 전 메소포타미아 지역을 다스리던 수메르 왕 목록에서인데, 이 목록에서 영웅 길가메쉬의 아버지로 릴루가 나오는데, 여성들이 잠을 청하는 동안 침입해서 유혹한 것으로 언급된다. 한편 여자 악마인 릴리트는 여자들의 꿈속에 들어가 잘생긴 남자로 둔갑하여 여자들을 유혹한다고 전해진다. 이와 유사한 또 다른 악마들도 등장한다. 아르다트 릴리는 밤마다 남자들을 찾아가 성관계를 맺은 후 무시무시한 자식들을 낳는다고 하며, 아르다트 릴리의 남성판인 이르두 릴리는 밤마다 여자들을 찾아가 성관계를 맺은 후 그녀들을 통해 자신의 자식을 얻는다고 알려졌다. 원래 이들 악마들은 폭풍의 악마였는데, 어원을 잘못되게 인식하여 결국 밤의 악마로 간주되었다.
악마에 대한 논쟁은 기독교 역사 초창기부터 시작되었다. 성 아우구스티노는 저서 《신국론(De Civitate Dei)》에서 악마를 주제로 삼은 문단에서 사람들에 대한 인큐버스들의 공격 사례가 워낙 많아서 그들의 존재를 부정할 수 없다고 적었다. 그는 다음과 같이 적었다. “또한 아주 널리 퍼진 소문이 하나 있다. 많은 사람이 자신들이 직접 겪은 일이라고 주장하였고, 또한 믿을만한 사람들도 이를 증언하였다. 그 이야기는 일반적으로 인큐버스라고 불리는 실반스(sylvans)와 파운스(fauns)가 종종 여성들에게 사악한 공격을 했다는 것이다.” 영적 존재인 악마들이 자손을 남길 수 있는지 여부에 대해서는 논쟁이 계속되었다. 800년 후에 성 토마스 아퀴나스는 이 문제에 대해 다음과 같이 주장하였다. “아직도 종종 누군가가 악마들에 의해 아이를 가졌다고 한다면, 그것은 악마들의 씨앗 때문이 아니다. 악마들이 자신들의 목적을 위해 탈취한 남자들의 씨앗으로 인한 것이다. 악마들은 우선 여성의 몸으로 둔갑하고 나서 다시 남성의 몸이 되는데, 이는 탈취한 남성의 씨앗을 통해 다른 존재를 만들어내려는 목적 때문이다.” 즉 당시에는 인큐버스와 서큐버스가 동일한 악마였다는 것이 일반적인 생각으로 남자든 여자든 자유자재로 둔갑하는 능력을 가지고 있었다고 본 것이다. 몽마는 일단 여자로 둔갑하여 인간 남자와 잠자리에 들어 정액을 손에 넣은 후에 다시 남자로 둔갑하여 인간 여자와 잠자리에 들어 그 정액을 몸에 주입시킨다는 것이다. 비록 정자와 난자는 본래 인간의 것이기는 하지만, 어쨌든 악마의 손을 탔기 때문에 이러한 방식으로 태어난 아이는 악마에 버금가는 초자연적인 힘을 갖게 된다고 여겨졌다.
인큐버스가 남성과 여성을 가리지 않는 양성애자라는 주장들이 많이 제기되었지만, 일각에서는 인큐버스는 엄격하게 인간 여성만을 대상으로 삼고 있기 때문에 인간 남성을 공격하지는 않는다고 주장하였다. 또한 인간의 몸속에 들어간 인큐버스나 서큐버스를 쫓아내기 위한 구마 예식과 관련해서 많은 이야기가 존재한다.
인큐버스는 종종 아이를 임신시키는 경우가 많은 것으로 전해진다. 인큐버스와 인간 여자 사이의 결합으로 태어난 아이는 반인반마(半人半魔)로서 캄비온이라는 이름으로 불린다. 가장 유명한 캄비온은 아서 왕 전설에 등장하는 마법사 멀린이다.

## 같이 보기
- 알프
- 릴리트
- 몽정
- 서큐버스